# Daniel Erthal
Daniel Cabral Silva Erthal  (Bom Jardim, 22 de março de 1982) é um ator e empresário brasileiro. Em 2013 passou a dedicar-se em primeiro plano como empresário ao fundar a Cervejaria Erthal, além de criar uma Oktoberfest – intitulada Oktoberthal – em Bento Gonçalves.

## Carreira
Nascido em Bom Jardim, no Rio de Janeiro. Começou a se interessar por teatro aos 11 anos de idade, quando reunia todos os familiares e colegas de ruas para imitar os personagens do humorístico Sai de Baixo da Rede Globo, logo em seguida, recebeu uma indicação de sua tia Betty Erthal que também é atriz, para iniciar um curso de teatro. Foi em 1999 onde ele procurou a renomada escola de teatro Tablado. Em 2004, fez seu primeiro trabalho na televisão na telenovela Da Cor do Pecado exibida na Rede Globo, onde seu personagem fazia parte da turma dos bad boys liderada por Brad, papel de Victor Perales. Em seguida, fez Malhação, onde ganhou mais destaque com o personagem Léo. Participou do quadro Dança dos Famosos, no Domingão do Faustão em 2006, sendo eliminado logo na primeira etapa da competição, ainda no mesmo programa, fez uma participação especial do seriado infantil Sítio do Picapau Amarelo e foi escalado para a telenovela Belíssima, sendo assim seu primeiro papel no horário nobre.
Em 2007 viveu Nicolau Betti na trama de Elizabeth Jhin Eterna Magia, ainda em 2008 foi um dos protagonistas da minissérie escrita por Renato Aragão Poeira em Alto Mar, sendo assim seu último trabalho com a Rede Globo. Em 2009 foi contratado pela Rede Record para viver o bissexual Diego Souza em Bela a Feia Em 2011 integrou o elenco da telenovela Rebelde, onde viveu o ambicioso professor de matemática Artur Paz. Em 2016 integrou o elenco da novela A Terra Prometida. Para interpretar o personagem, o ator ficou mais de 6 meses sem cortar o cabelo. Em 2017 fez uma participação especial em Rock Story.
Em janeiro de 2024, o ator viralizou nas redes sociais como vendedor ambulante. Ele abriu um empreendimento e circula pelas ruas de Copacabana, na Zona Sul do Rio de Janeiro, com uma carrocinha de cervejas. Erthal chegou a trabalhar na praia carioca durante o réveillon. 

## Filmografia

### Televisão
| Ano     | Título                     | Personagem             | Notas                                  |
| ------- | -------------------------- | ---------------------- | -------------------------------------- |
| 2004    | Da Cor do Pecado           | Pedra                  | Episódio: "2 de maio"                  |
| 2005    | Malhação                   | Leonardo Miranda (Léo) | Temporada 12                           |
| 2006    | Dança dos Famosos          | Participante           | Temporada 3                            |
| 2006    | Belíssima                  | Lucas                  | Episódio: "7 de julho"                 |
| 2006    | Sítio do Picapau Amarelo   | Capitão Kosmos         | Episódios: "11–20 de setembro"         |
| 2007    | Eterna Magia               | Nicolau Betti          |                                        |
| 2008    | Dicas de um Sedutor        | Pedro                  | Episódio: "Amor Não Tem Idade"         |
| 2008    | Poeira em Alto Mar         | Davi Gonzalez          |                                        |
| 2009    | Bela, a Feia               | Diego Souza            |                                        |
| 2011–12 | Rebelde                    | Artur Paz              |                                        |
| 2013    | Nova Família Trapo         | Reginaldo Trapo        | Especial de final de ano               |
| 2014    | Milagres de Jesus          | Gideão                 | Episódio: "A Cura do Cego de Nascença" |
| 2014    | Isso Eu Faço               | Participante           | Temporada 1                            |
| 2014    | Vitória                    | Rogério                | Episódio: "22 de julho"                |
| 2016    | A Terra Prometida          | Isaque                 |                                        |
| 2017    | Rock Story                 | Chris                  | Episódio: "5 de junho"                 |
| 2019    | Jezabel                    | Thiago                 |                                        |
| 2020    | Amélio, O Homem de Verdade | Xico                   |                                        |
| 2022    | Cara e Coragem             | Rogério                | Episódio: "13 de junho"                |

### Cinema
| Ano  | Título                          | Personagem     |
| ---- | ------------------------------- | -------------- |
| 2016 | O Último Virgem                 | Diogo          |
| 2019 | Encena: O Jogo dos Atos         | Ator convidado |
| 2020 | O Melhor Verão das Nossas Vidas | Nico           |
| 2024 | Luccas e Gi em: Dinossauros     | Sebastian      |